# Tangentiale Verbindung Ost

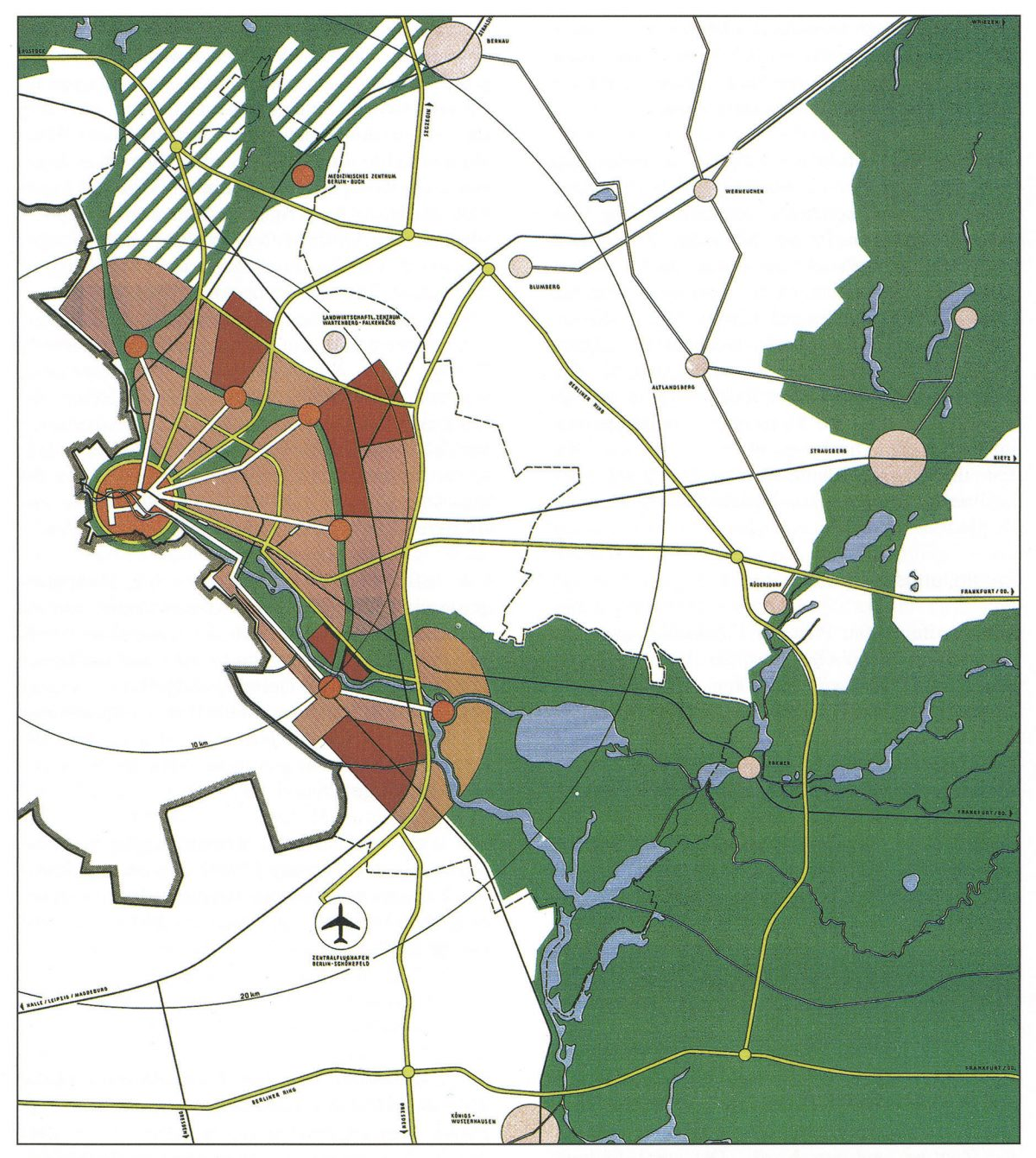
Generalbebauungsplan, Generalverkehrsplan 1969

Die Tangentiale Verbindung Ost (kurz TVO), auch Tangentialverbindung Ost, ist ein Projekt zur Anlage einer kreuzungsarmen Stadtschnellstraße in Berlin.
Sie soll die östlichen und südöstlichen Bezirke Berlins mit dem Berliner Ring im Norden und der A 113 im Süden verbinden und das Stadtstraßennetz vom Durchgangsverkehr entlasten. Bereits 1969 wurde ihr grundsätzlicher Verlauf im Generalverkehrsplan der Hauptstadt der DDR Berlin geplant, jedoch nur das nördliche Teilstück anschließend errichtet. Das südliche Teilstück entstand von 1999 bis 2007. Das Planfeststellungsverfahren für das noch fehlende Mittelstück begann im November 2023. Baubeginn wäre dann frühestens 2025 (Stand: Januar 2023).

## Bauabschnitt 1

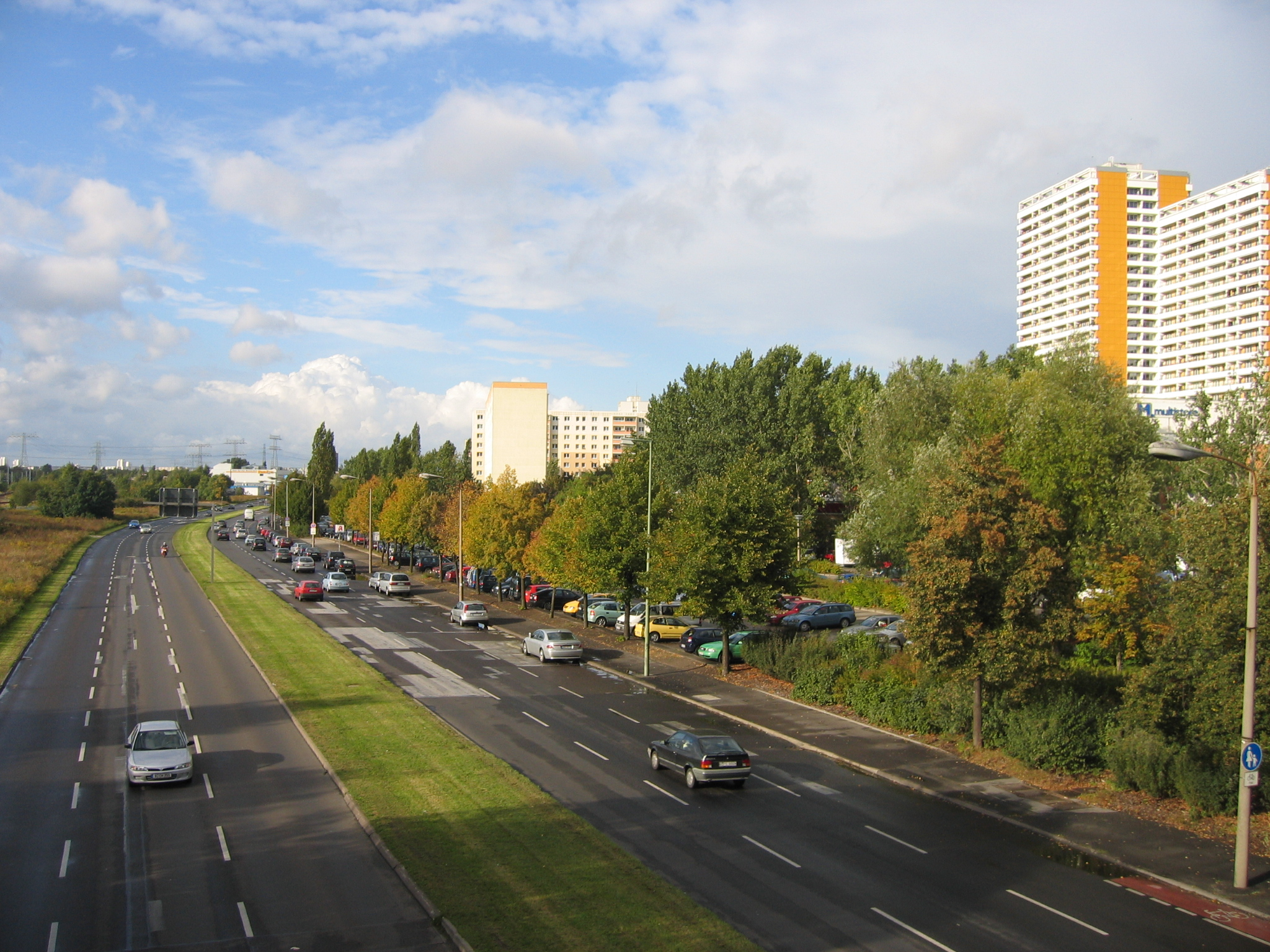
Märkische Allee Nordanbindung

Mit dem Bau der Großwohnsiedlung Berlin-Marzahn in den 1970er Jahren entstand mit der Heinrich-Rau-Straße (seit 1992 Märkische Allee) der nördliche Abschnitt. Er führt von den – auf gemeinsamer Trasse verlaufenden – Bundesstraßen B 1/B 5 in Biesdorf bis an die Berliner Stadtgrenze nahe Ahrensfelde. Die Straße ist auf ganzer Länge vier- bis sechsstreifig ausgebaut. Sie führt in der Verlängerung zum Berliner Ring und ist seit den 1990er Jahren ein Teilstück der Bundesstraße 158.

## Bauabschnitt 2

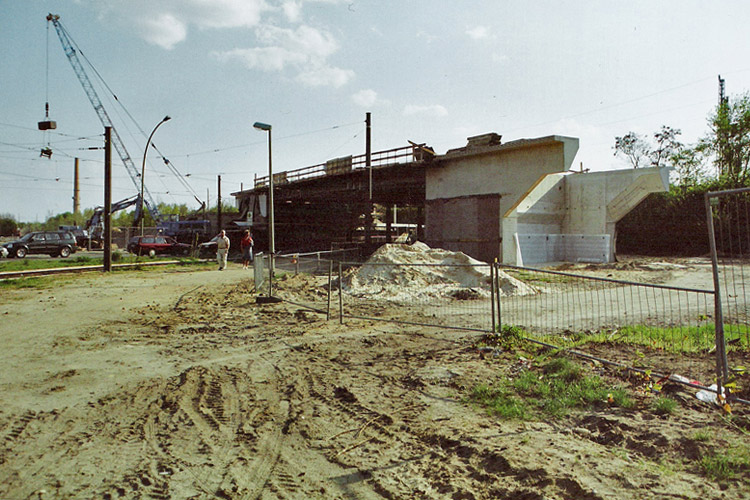
Spindlersfelder Straße im Bau; Foto vom Mai 2006

Mit dem Bau des südlichen Teilstücks wurde im Jahre 1999 begonnen, die Fertigstellung erfolgte im Jahr 2007. Es verläuft von der Straße An der Wuhlheide über die Spindlersfelder Straße und den Glienicker Weg bis zum Adlergestell. Die Spindlersfelder Straße wurde dabei als vierstreifiger Damm mit mehreren Brücken, unter anderem der Wilhelm-Spindler-Brücke über die Spree, neu errichtet. Sie wird von einem Fuß- sowie einem Zweirichtungsradweg begleitet. Das südliche Teilstück der TVO entlastet vor allem die Köpenicker Altstadt und die Dörpfeldstraße in Adlershof vom Durchgangsverkehr.
Der Glienicker Weg erwies sich in verkehrsstarken Zeiten als Flaschenhals, da er durch jahrelange Verzögerungen zunächst nur zweistreifig ausgebaut war. Erst Ende Oktober 2012 war der vierstreifige Ausbau abgeschlossen. Die begleitenden Arbeiten (Grünflächen/Seitenstreifen) wurden im Jahr 2013 beendet.

## Bauabschnitt 3

### Grundsätzliches
Das mittlere Teilstück existiert bisher nicht. In der ursprünglichen Planung sollte es von der Spindlersfelder Straße nach Norden durch die Wuhlheide am Berliner Außenring entlang zur Märkischen Allee verlaufen. Nachdem der Berliner Senat die Pläne für dieses Teilstück in den 1990er Jahren auf das Jahr 2030 verschoben bzw. ad acta gelegt hatte, wurde mittels einer Anwohnerinitiative im September 2007 versucht, eine frühere Umsetzung zu erreichen. Das mittlere Teilstück würde einen Teil des Durchgangsverkehrs auf den in Nord-Süd-Richtung parallel verlaufenden Hauptverkehrsstraßen in Karlshorst (Straßenzug Treskowallee–Waldowallee), Biesdorf (Köpenicker Straße), Kaulsdorf (Chemnitzer Straße), Mahlsdorf (Hultschiner Damm) und Köpenick (Bahnhofstraße) aufnehmen und diese somit entlasten.

### Neuplanung, Entwicklung bis 2012
Nachdem die ursprüngliche Planung verworfen wurde, begannen Diskussionen, ob das neu anzulegende Teilstück östlich oder westlich der Bahnstrecke verlaufen solle. Während der Senat einen zweistreifigen Ausbau mit begleitendem Gehweg und Zweirichtungsradweg östlich der bestehenden Bahnstrecke bevorzugte, forderten der Verband Deutscher Grundstücksnutzer (VDGN) ebenso wie CDU und FDP im Abgeordnetenhaus einen vierstreifigen Ausbau westlich der Bahnstrecke. Der VDGN lehnte die Ost-Trasse ausdrücklich ab. Eine nachfolgende Machbarkeitsstudie zeigte, dass sich die Kosten von 46,2 Millionen Euro (zweistreifiger Bau entsprechend Vorzugsvariante von 2009) auf 79,6 Millionen Euro erhöhen würden (vierstreifiger Bau mit zusätzlich notwendigen Brücken zur Straßenüberführung statt plangleicher Kreuzungen).
Im Jahr 2011 sprachen sich auch die Bezirksfraktionen von SPD und Linke für einen zügigen Ausbau der TVO aus, allerdings nur für den Streckenabschnitt zwischen B 1/B 5 und dem Eisenbahnknoten Wuhlheide in der kleinsten Variante. Auch die IHK Berlin sah einen Vorrang für die TVO zur besseren Anbindung an den Flughafen BER, auch wenn der Senat die Mehrbelastung der bestehenden Straßen bei Eröffnung des Flughafens bei unter 10 Prozent sehe. Dies folgte einer ähnlichen Position wie die CDU Marzahn, wonach allein das Bestehen der Straßenverbindung einen Faktor für die Wirtschaftsentwicklung in Marzahn-Hellersdorf bedeute. Ein Weiterbau vom Bahnhof Wuhlheide bis Spindlersfeld wäre einfacher, wenn der Eisenbahnknoten selbst umgebaut würde – dort fehlt am Berliner Außenring bis heute eine Kurve in Richtung Stadt und es gibt mehrere plangleiche Übergänge.
Am 9. Februar 2012 wurde in einem Spitzengespräch der drei betroffenen Berliner Bezirke Treptow-Köpenick, Lichtenberg und Marzahn-Hellersdorf eine Einigung über eine gemeinsame Planvariante für das fehlende Mittelstück der Tangentialverbindung Ost erzielt. Die Bezirksbürgermeister und Baustadträte folgten einem Vorschlag von Marzahn-Hellersdorf über einen vierstreifigen Ausbau zwischen der Straße An der Wuhlheide und der B 1/B 5. Danach soll im südlichen Bereich durch die Wuhlheide die TVO auf der Ostseite des Bahndamms verlaufen und den Innovationspark Wuhlheide am Bahnhof Wuhlheide ebenengleich anschließen – die Köpenicker Allee wird nicht ausgebaut. Die Trasse verläuft weiter auf östlicher Seite bis Höhe Alfelder Straße, wo sie unter dem Bahndamm hindurch auf die westliche Seite verschwenkt wird. Auf dem Stück in Parallellage zu Biesdorf wird es keinen weiteren Anschluss nach Biesdorf geben, neben dem Knotenpunkt am Bahnhof Wuhlheide soll ein direkter Anschluss der Verlängerten Waldowallee aus Richtung Karlshorst erfolgen. Die bisherige TVO Spindlersfelder Straße wird mit einer Brücke planfrei an das neue Stück angeschlossen. Die schon diskutierte Kompromissvariante 2 sollte nach dem Preisniveau von 2012 mindestens 82 Millionen Euro kosten. Die Bezirke wollten frühzeitig die weitere Planung und den Bau vorantreiben, um beim Umbau des Eisenbahnknotens am S-Bahnhof Wuhlheide die Streckenführung fertiggestellt zu haben.
|                            | Baukosten 2-streifige TVO | Baukosten 2-streifige TVO | Baukosten 2-streifige TVO | Baukosten 4-streifige TVO | Baukosten 4-streifige TVO |
| Kostenart                  | Hauptvariante West        | Vorzugsvariante Ost       | Kombivariante des Bezirks | Vorzugsvariante Ost       | Kombivariante des Bezirks |
| Gesamtkosten (inkl. MwSt.) | 054,8 Mio. €              | 046,2 Mio. €              | 058,2 Mio. €              | 079,6 Mio. €              | 101,8 Mio. €              |
| Kosten-Nutzen-Verhältnis   | 3,9:1                     | 7,7:1                     | 4:1                       | 4,4:1                     | 2,8:1                     |

Anfang 2013 gingen die Planungen des Bezirks Marzahn-Hellersdorf von einem Baubeginn 2016 mit Kosten von bis zu 90 Millionen Euro aus. Die IHK Berlin wies in ihrer Stellungnahme zu erwartende Kosten von 101,8 Millionen Euro aus (im Plan des Bezirks fehlten die Anschlüsse Alfelder Straße und Balzerweg, die in den Planvarianten des Senats enthalten waren), nannte einen frühestmöglichen Baubeginn ab 2017, und verwies auf Nachteile bei Lärmschutz und Naturschutz sowie den geringsten Kosten-Nutzen-Faktor. Die IHK notierte auch, dass die Direktanbindung an die Märkische Allee nach Rückverschwenkung der Kombivariante (statt Anbindung über Gensinger Straße der Westvariante des Senats) ein starkes Gefälle aufweisen würde, dessen Machbarkeit noch nicht untersucht wurde.

### Neuplanung, Entwicklung seit 2013

#### 2013/2014
Am 20. Februar 2013 teilte der Bezirk Marzahn-Hellersdorf mit, dass er sich dem Senat beuge und dem Bau der TVO östlich des Bahndamms mit zwei Anbindungen durch Biesdorf-Süd (Balzerweg und Alberichstraße) zustimme. Am 22. Februar 2013 erklärten die anderen Bezirke ihr Einverständnis, um einen Baubeginn 2016 sicherzustellen. Im Dezember 2012 hatte sich eine Bürgerinteressengemeinschaft „Wir sind Biesdorf-Süd“ gegründet, die sich für die Variante der drei Bezirke einsetzt und Anbinderstraßen durch Biesdorf-Süd verhindern will. Eine entsprechende Petition mit 2148 Unterschriften wurde beim Petitionsausschuss des Berliner Abgeordnetenhauses eingereicht. Am 10. Juni 2013 fand ein Vor-Ort-Termin des Petitionsausschusses in Biesdorf statt, an dem auch der damalige Senator Michael Müller teilnahm. Der Petitionsausschuss sicherte den Petenten zu, dass alle noch schriftlich einzureichenden Fragen und Anmerkungen vom Petitionsausschuss beantwortet würden.
Gemäß Abschlussbericht der Senatsverwaltung für Stadtentwicklung und Umwelt (SenStadt) Berlin vom 6. Mai 2013 sollten die Siedlungsgebiete Mahlsdorf-Süd, Kaulsdorf-Süd und Biesdorf-Süd künftig auch über die TVO mit Anbinderstraßen erschlossen werden, weil die nördlichen Erschließungsstraßen (Hultschiner Damm/Chemnitzer Straße), die alle auf die B 1/B 5 führen, an den Kreuzungen mit der B 1/B 5 überlastet seien.
In der Information zum Planungsstand 09/2013 von SenStadt Berlin wurde eine Verkehrsbelastung von 35.000 bis 37.000 Kfz/Tag prognostiziert. Die östliche Trassenführung wurde unverändert als Vorzugsvariante angegeben. Als weitere Anbinderstraße kam die verlängerte Straße Am Heizhaus in Karlshorst hinzu. Eine abschließende Entscheidung zu den Anbindungen an die TVO soll aber erst im Rahmen des Planfeststellungsverfahrens getroffen werden. Die TVO sei eine vierstreifige Stadtstraße mit übergeordneter Verbindungsfunktion und als Straße der Stufe I (= großräumige Straßenverbindung) im Straßenplan des Landes Berlin enthalten. Zum Vergleich: Im August 2012 wurde die TVO im Verkehrsentwicklungsplan 2025 als Straße der Stufe II (= übergeordnete Straßenverbindung) geführt.

#### 2015–2017
Unter Moderation des Bürgervereins Karlshorst fand Ende November 2015 eine gut besuchte Bürgerversammlung im Kulturhaus Karlshorst statt, an der unter anderem der Senator für Stadtentwicklung und Umwelt Andreas Geisel, der auch in Karlshorst wohnt, sowie der zuständige Baustadtrat des Bezirks Lichtenberg, Wilfried Nünthel, teilnahmen. Es wurde deutlich, dass die Trassierung noch immer offen war. Erst wenn die Bauplanung abgeschlossen sei, könne der erste Spatenstich erfolgen, unter Berücksichtigung eventueller Anwohnerklagen auch erst später.
Am 15. Januar 2016 stellte SenStadt Berlin die Ergebnisse des formalisierte Abwägungs- und Rangordnungsverfahren (FAR) der Stufe 1 vor und veröffentlichte begleitend Vorträge zum Stand und der begleitenden Umweltverträglichkeitsstudie. Dieses untersuchte großräumig acht Verkehrskorridore, darunter drei Neubaukorridore in Verlängerung der Spindlersfelder Straße (im Korridor über den Bahnhof Köpenick wurde allerdings eine neu zu bauende Nordumfahrung schon einbezogen). Diese erste Bestandsaufnahme zeigte keine wesentlichen neuen Erkenntnisse, nur dass der Ausbau des bestehenden Korridors 2 durch Biesdorf zum Blumberger Damm auf dann vier Fahrspuren bei der Umweltverträglichkeit einen Vorteil hat. Der westlichste Neubau-Korridor 5 mit weiterem Schwenk über Karlshorst (über Biesenhorster Weg – Beerenfelder Straße) konnte zu den möglichen Trassierungen eng am Bahndamm nur wenig Vorteile zeigen, unter den beiden letzteren zeigt der Korridor östlich des BAR einen Vorteil mehr als der Korridor westlich vom BAR. Erst in der im FAR Stufe 2 sollten nun die Ost- und Westvariante rekombiniert und deren Varianten neu bewertet werden. Ein bevorzugter Korridor wurde im FAR 1 nicht festgelegt. Die skizzierten Trassierungen im FAR 1 zeigten, dass eine Fortführung der Spindlersfelder Straße schon kurze Zeit später auf die Westseite des Bahndamms wechseln kann, und anschließend technisch einfacher zu errichten ist (insbesondere unter Vermeidung des Umbaus am Bahnhof Wuhlheide), jedoch mehr Biotope und Erholungsgebiete tangiert (verdoppelt in Zahl und Fläche). Gleichzeitig können westlich des Bahndamms auch einfacher neue Gewerbegebiete entstehen. Eine Erschließung mit dem ÖPNV ist dort jedoch erst noch zu realisieren. Eine Rückführung auf die östliche Seite vom Bahndamm wurde im FAR 1 nicht genauer untersucht.
Zum vierstreifigen Ausbau wurden in der Neuplanung verschiedene Varianten geprüft, um etwaigen späteren Einsprüchen in Gerichtsverfahren zuvorzukommen, wodurch sich der Planungszeitraum verlängern sollte. Im Oktober 2015 wurde mit einem Beginn des Planfeststellungsverfahrens für 2017 gerechnet mit einem darauffolgenden Baubeginn für 2019. Bei einer Bauzeit von zwei bis drei Jahren sollte die Straßenverbindung damit spätestens 2022 zur Verfügung stehen. Da inzwischen ein parallel verlaufender Radschnellweg geplant war, sollte das Planfeststellungsverfahren frühestens 2019 eingeleitet werden können, mit einem Baubeginn war frühestens 2021 zu rechnen.

#### 2018/2019
Im April 2018 erfolgte die Bekanntgabe der Vorzugsvariante nach der 2. Stufe der Variantenuntersuchung (FAR 2 – Bewertung und Abwägung der Varianten) durch den Senat. Demzufolge soll die vierstreifige Straße im nördlichen Teil zunächst auf die Westseite des Bahndamms verschwenkt werden, allerdings deutlich nördlicher als in der FAR 1. Damit sollte die Überbauung des Naturgebiets Biesenhorster Sand im südlichen Bereich der Westseite vermieden werden, während im nördlichen Bereich der Ostseite auf einige Enteignungen verzichtet werden kann.
Die Vorzugsvariante sieht im Norden den Anschluss der TVO an die Märkische Allee vor, wobei sie die B 1/B 5 nicht mehr auf der aktuellen Brücke überquert, sondern unter ihr hindurchgeführt wird. Dann schwenkt sie in zwei scharfen Kurven auf die Westseite des Außenrings, der ebenfalls unterquert wird. Kurz darauf steigt die Trasse an, um die U-Bahn-Linie U5 überqueren zu können. Danach geht es wieder nach unten, um etwa in Höhe der Lauchhammerstraße auf die Ostseite des Bahndamms zu wechseln. Die S-Bahn-Linie S3 wird östlich des S-Bahnhofs Wuhlheide auf einer Brücke gekreuzt, ebenso wie die Straße An der Wuhlheide am südlichen Ende des Bauabschnitts. Der genaue Ort der südlicheren Bahndammquerung soll im Rahmen der Beteiligungsverfahren noch geklärt werden. Fragestellungen existieren auch noch zum Schallschutz und Anschlusspunkten, die derzeit ausschließlich für den parallel laufenden Radschnellweg vorgesehen sind.

#### Seit 2020
Bis zum Jahr 2020 gab es weitere Einwendungen und daraus resultierende Änderungen, die im Jahresbericht zum Planungsfortschritt bei der TVO ihren Niederschlag fanden. Diesen Bericht hat der Senat Mitte Juni 2020 beschlossen, der nun folgende Lösung für den Lückenschluss zwischen Marzahn-Hellersdorf und Treptow-Köpenick vorsieht: Am Knotenpunkt Alt-Friedrichsfelde/Alt-Biesdorf (B 1/B 5) und Märkische Allee (B 158) soll neben den oben dargestellten kreuzungsfreien Führungen mit Tunneln für den Kraftverkehr zusätzlich ein schwebender Kreisverkehr für Radfahrer und Fußgänger als dritte Verkehrsebene entstehen. Das nötige Brückenbauwerk soll von vier Pfeilern getragen werden und „bei hoher Belastung sichere Verkehrslösungen schaffen und den Flächenverbrauch minimieren“. Zugleich wird damit ein „Blickfang und ein Eingangstor zur Stadtmitte“ geschaffen, „der sich gut in die Umgebung integriert“. Der Kraftverkehr erhält je zwei Fahrstreifen pro Richtung. Entlang der gesamten TVO-Trasse sollen jenseits einer Schallschutzwand ein vier Meter breiter Radfahrweg und ein 2,40 Meter breiter Fußgängerweg auf der Ostseite verlaufen. Zusätzlich haben die Planer eine Bushaltestelle und Treppenanlagen als Umstiegsmöglichkeit zur U-Bahn-Linie U5 geplant. Am S-Bahnhof Wuhlheide soll ebenfalls ein Umsteigepunkt zum Omnibus entstehen. Die bekannt gemachten und beschlossenen Änderungen führen dazu, dass drei private Grundstücke nicht mehr einbezogen werden müssen, der Abriss eines Wohnhauses kann entfallen und etliche Eichen in der Wuhlheide bleiben erhalten. Seitens des CDU-Politikers Christian Gräff heißt es lobend: „Die Kreuzungssituation auf der B1/Märkische Allee finde ich zukunftsweisend gestaltet. Sie ergibt ein neues Ortsbild für den ehemaligen Ortskern und Dorfanger von Biesdorf“. Auch der ADFC begrüßt die Pläne mit dem schwebenden Fahrradring.
Trotz aller stetigen Anpassungen an Forderungen der verschiedenen Verkehrsteilnehmer erhalten die neuen Planungen auch wieder massive Kritik. Insbesondere betonen Umweltschützer, dass „trotz der Diskussion um Erderwärmung und Klimapolitik immer noch Hauptverkehrsstraßen geplant werden.“ Der Fachverband FUSS formulierte: „TVO – ein reaktionäres Projekt im Benzingeist des 20. Jahrhunderts“. Der Sachverständigenbeirat Naturschutz des Senats äußert sich dahingehend, dass der gewünschte Effekt einer Verkehrsverringerung nicht eintreten wird, sondern eher mehr Verkehr zu befürchten und der Flächeneingriff in den Eichenbestand der Wuhlheide überaus schwerwiegend sein werde. Er empfiehlt daher, die Planung für die TVO ganz einzustellen.
Anwohner im Einzugsbereich der Märkischen Allee, die den Bau einer Entlastung für die Köpenicker Straße nicht grundsätzlich ablehnen, kritisieren, dass durch die derzeitigen Pläne des Vollausbaus der TVO (also insbesondere durch die Anbindung in Ahrensfelde und das geplante südliche Teilstück) zu erwarten ist, dass ein erheblicher Transit(mehr-)verkehr u. a. aus dem Umland auf der Märkischen Allee entsteht. Die Befürchtungen wurden anhand einer Verkehrssimulation illustriert.
Anwohner der betroffenen Ortsteile Biesdorf, Karlshorst und Köpenick, Wirtschaftsverbände sowie Landes- und Bezirkspolitiker (darunter die Bezirksbürgermeister von Marzahn-Hellersdorf, Lichtenberg und Treptow-Köpenick) fordern dagegen, den Bau der TVO endlich auf den Weg zu bringen.
Unverändert wird bei den aktuellen TVO-Planungen die sogenannte Schienen-TVO (geplante S-Bahn-Verbindung S6 von Oranienburg bzw. Buch via Springpfuhl nach Grünau und dem Flughafen Berlin Brandenburg) weiterhin nicht mit berücksichtigt, obwohl die Trassen parallel nebeneinander verlaufen. Die gemeinsame Umsetzung, u. a. mit Umsteigepunkten an den Bahnhöfen Biesdorf-Süd oder Wuhlheide, bleibt in weite Ferne gerückt, sodass mit der umweltfreundlichen Erweiterung des Berliner Nahverkehrsnetzes in diesem Bereich nicht vor Ende der 2030er Jahre gerechnet werden kann. Die Bezirksverordnetenversammlung des Bezirks Pankow unterstützt seit 2018 eine zeitnahe Umsetzung dieser Planungen für die Linie S6 als leistungsfähige Nord-Süd-Verbindung des ÖPNV.
Im Mai 2023 wurde die Räumung eines von Demonstranten besetzten 15 Hektar großen Teils der Wuhlheide, der für die TVO gerodet werden soll, angeordnet.
Das Planfeststellungsverfahren begann im November 2023, zu dieser Zeit wurde mit einer Fertigstellung der TVO ab 2032 gerechnet.
Im Mai 2024 brachte das Eisenbahn-Bundesamt Einwände vor, dass es keine hinreichende Begründung für eine Freistellung von Bahnbetriebszwecken nach dem Allgemeinen Eisenbahngesetz für entsprechend gewidmete Flächen sieht und das Land Berlin sich „außerhalb seiner Planungskompetenz“ bewege. Seit Ende 2023 muss für eine Entwidmung ein überragendes öffentliches Interesse vorliegen.
Im Juli 2024 teilte das Bundeswirtschaftsministerium auf Nachfrage des Fahrgastverbandes Pro Bahn in einem Brief mit, welcher u. a. dem rbb vorliegt.: "ist lediglich der erste Bauabschnitt des Straßenbauprojektes aus Mitteln der Regionalförderung GRW (Gemeinschaftsaufgabe "Verbesserung der regionalen Wirtschaftsstruktur") finanzierbar. Die weiteren sieben Bauabschnitte der TVO werden komplett aus Mitteln des Landes Berlin - ohne jegliche Beteiligung der GRW - finanziert." Grund sei, dass mit GRW-Mitteln nur der Verkehrsanschluss von Gewerbegebieten finanziert werde, aber keine "reinen Straßenbaumaßnahmen". Mit dieser Information droht der 7,5 Kilometer langen Querverbindung TVO eine enorme Finanzierungslücke, zumal die Verkehrsverwaltung zwar weitere GRW-Mittel für das Großprojekt plane zu beantragen, das Bundeswirtschaftsministerium allerdings klarmacht, dass es die Anträge nicht bewilligen würde.